# Lhoce
Lhoce, také Lhotse (nepálsky ल्होत्से, L'hōtsē, tibetsky ལྷོ་རྩེ Lho rce; čínsky pchin-jinem Luòzǐ Fēng, znaky 洛子峰; v Číně oficiálně Lhozê) je čtvrtá nejvyšší hora světa, leží v Himálaji na hranicích Nepálu a Číny (Tibetu) a je spojená s Mount Everestem. Měření ukázalo, že hlavní vrchol má 8516 metrů nad mořem, Lhoce Middle 8414 metrů a Lhoce Šar 8383 metrů.

## Popis
Lhoce je známá díky své blízkosti k Mount Everestu a skutečnosti, že horolezci stoupající tradiční cestou stráví nějaký ten čas na západní stěně Lhoce. Hora je dramatická především od jihu, kam spadá svou obří 3,2kilometrovou stěnou. Jedná se o nejstrmější stěnu takovéto velikosti na světě. Jižní stěna se stala svědkem mnoha marných pokusů o zlezení a několika tragických událostí. Stěnou prostoupilo velmi málo lezců, např. Tomo Česen.

## Výstupy

### První pokus o výstup
První útok na Lhoce byl veden r. 1955 mezinárodní himálajskou expedicí, v čele s Normanem Dyhrenfurthem. Účastnili se jí také dva Rakušané (kartograf Erwin Schneider a Ernst Senn) a dva Švýcaři (Bruno Spirig a Artur Spöhel) a byla také zároveň první expedicí v oblasti Everestu, do níž vstoupili Američané jako členové výpravy (Fred Beckey, George Bell, a Richard McGowan). Nepálský styčný důstojník byl Gaya Nanda Vaidya. Byli doprovázeni asi 200 místními údolními šerpskými nosiči a několika výškovými nosiči. Po pohledu na nebezpečný přístup pod jižní stěnu Lhoce Šar a její neskutečnou strmost změnili taktiku a přesunuli se během září a října do severozápadní stěny Lhoce, kde dosáhli výšky 8100 m. Expedice však byla zastavena silným větrem a extrémně nízkými teplotami. Pod Schneiderovým vedením dokončili první mapu oblasti Everestu v měřítku 1:50 000. Výprava také stihla natočit několik krátkometrážních filmů o horách a místní kultuře, přičemž se jí povedlo několik prvovýstupů v oblasti regionu Khumbu.

### Prvovýstup
Prvovýstup se zdařil následující rok švýcarské expedici, kterou vedl Albert Eggler. Na vrchol vystoupili 18. května 1956 Luchsigner a Reiss. Husarským kouskem této expedice bylo, že po přesunu tábora na Jižní sedlo (a vybudování posledního tábora na hřebenu) vystoupila dvojice Marmet a Schmied 23. května na vrchol Everestu. Další den 24. května vystoupili na vrchol Čhomolunngmy Gunten a Reist.

### Historie dalších výstupů
Do října roku 2003 243 horolezců Lhoce zdolalo a 11 jich zde zahynulo. Celkem vedou k vrcholu Lhoce jen 2 cesty (3 v případě započítání sporného výstupu Tomo Česena – viz níže), 1 cesta na Lhoce Middle a 2 cesty na Lhoce Šar.
- 1955 – první oficiální pokus expedicí International Himalayan Expedition v Z stěně sledoval klasickou jižní cestu na Everest do 7800 m.
- 1956 – první výstup na hlavní vrchol se povedl 18. května 1956, švýcarské expedici – Ernst Reiss a Fritz Luchsinger. Výprava podnikla současně druhý výstup na Mount Everest.
- 1965 – první pokus na Lhoce Šar japonskou expedicí, která dosáhla 8100 m v JV stěně.
- 1970 – první výstup na Lhoce Šar provedli dva Rakušané Zepp Mayerl a Rolf Walter a to 12. května 1970. Stoupali JV úbočím.
- 1973 – první pokus o výstup J stěnou hory podnikli Japonci.
- 1975 – Italská expedice (s účastí R. Messnera) zkusila cestu v levé části J stěny. Dosáhla 7400 m.
- 1975 – Poláci zkusili první zimní výstup na Lhoce klasickou cestou. Po smrti jednoho člena výpravy skončili v 8200m.
- 1977 – druhý výstup na hlavní vrchol klasickou cestou (Z stěnou) zvládla německá výprava bez kyslíkových přístrojů. Na vrchol vystoupil sólo Michael Dacher.
- 1981 – druhý výstup na Lhoce Šar uskutečnili 16. října Švýcaři rakouskou cestou.
- 1981 – Jugoslávská expedice vedená Alešem Kunaverem dosáhla v J stěně Lhoce 8100 m.
- 1984 – třetí výstup na Lhoce Šar provedený 20. května Čechoslováky prvovýstupem J stěnou. Na vrchol vystoupili Zoltán Demján sólo a další den Josef Rakoncaj, Jarýk Stejskal a Peter Božík. Jejich výstup nebyl nikdy zopakován. Jedná se o jednu z nejtěžších cest v Himálaji.
- 1988 – Krzysztof Wielicki vystoupil 31. prosince na Lhoce jako první v zimě.
- 1989 – Jerzy Kukuczka zemřel při výstupu jižní stěnou Lhoce, kdy se mu přetrhlo lano v 8200m. Jednalo se o třetí polskou výpravu v J stěně Lhoce (předtím 1985 a 1987, všechny neúspěšné).
- 1990 – Slovinec Tomo Česen ohlásil sólovýstup J stěnou Lhoce Jugoslávskou cestou (1981). Jeho výstup je dodnes zpochybňován.
- 1990 – Rusové krátce po Česenovi otevřeli cestu pilířem v J stěně Lhoce.
- 1996 – Chantal Mauduit se stala první ženou, která dosáhla vrcholu Lhoce (klasickou cestou).
- 2001 – první výstup na Lhoce Middle se zdařil Rusům (Jevgenij Vinogradsky, Sergej Timofejev, Alexej Bolotov a Petr Kuzněcov), 23. května 2001. Lhoce Middle byla posledním pojmenovaným osmitisícovým vrcholem, který do té doby člověk nezlezl.
- 2007 – Japonská expedice zlezla jižní stěnu Lhoce Jugoslávskou cestou v zimě. Horolezci výstup přerušili pouhých 41 metrů pod vrcholem na závěrečném vrcholovém hřebeni pro nepřízeň počasí.

### Výstupy českých horolezců
- 1979 – Ivan Exnar klasickou cestou
- 1984 – Jarýk Stejskal, Josef Rakoncaj – prvovýstup J stěnou na Lhoce Šar (s Peterem Božíkem – SK).
- 1999 – Josef Šimůnek, Soňa Boštíková, Zdeněk Hrubý, Josef Morávek klasickou cestou
- 2007 – Martin Minařík – sólovýstup[4] klasickou cestou
- 2011 – Radek Jaroš – sólo výstup[5]
- 2012 – Milan Sedláček, Radovan Marek. Milan Sedláček zahynul na sestupu[6]

### Možnosti dalších výstupů
- V obtížné J stěně zůstaly nedokončené cesty italské expedice (1975) vlevo k JZ hřebeni, jugoslávská cesta (1981, v případě neúspěchu Tomo Česena roku 1990) středem a polská cesta v pravé části stěny.
- Další možností je výstup pravou částí J stěny Lhoce Šar do Rakouské trasy JV úbočím (1970). V Z stěně hory je možnost výstupu pravou částí k JZ hřebeni.
- Ze severu (z Tibetu) nevedou dosud žádné cesty. Nabízí se zde varianta britsko-australské cesty V stěnou Mount Everestu (1988) s navázáním na SZ hřeben nebo na klasickou cestu.
- Velkou výzvou stále zůstává přechod všech vrcholů Lhoce. Poprvé se o přechod pokusil Francouz Nicholas Jaeger roku 1980, ale zmizel beze stopy. Erhard Loretan vzdal myšlenky na přechod hory po dosažení hlavního vrcholu v roce 1994. Neuspěli ani Rusové roku 1999.